# 人形の傷跡
『人形の傷跡』（にんぎょうのきずあと、A Scar of the Doll）は、ゲーム開発集団のChild-Dream制作のサイコホラーアドベンチャーゲーム。2部構成であり第1部はフリーウェア、第2部はシェアウェアとして頒布されていたが、のちにメール登録等を条件として無償化されている。

## 概要
本作はRPGツクール95を用いて開発が行われ1998年に発売された。発売後にヒットを記録するとともにミステリ専門誌に掲載されるなど話題になり、Child-Dreamは本作についてインディーゲームの先駆者的なアドベンチャーゲームとしている。
一時期は100円ショップのダイソーが店頭販売するゲームソフト群「ザ・ゲームシリーズ」の第69弾ソフトとして販売され、2009年9月17日にはiOS移植版が、2013年4月15日にはAndroid移植版が発売された。また、2022年8月18日にはNintendo Switch向けのリメイク版が『人形の傷跡：姉の謎を追うサイコホラー』のタイトルで発売され、Steam版の発売も予定されている。リメイク版ではキャラクターデザインが一新されたほか、物語後半の大幅な追加やサブキャラクター視点でのザッピングシナリオの実装、BGMのリマスター、ホラー要素のON/OFF機能の実装などが行われている。

## ストーリー
上条明日美は連絡の途絶えた大学院生の姉を心配して東京に向かうが、姉がいたはずの研究室やアパートに痕跡はまったく残っていなかった。そして姉を捜し出そうとする明日美の身には、恐怖が迫りつつあった。

## 登場人物
上条明日美
本作の主人公。連絡がつかない姉を心配し、一人で姉の所属していた帝都工業大学を訪れる。
神子塚武寛
帝都工業大学システム工学科の教授。　
灰原憲次
帝都工業大学システム工学科の助教授。　
田名部直義
神子塚研究室の助手。
兼松進
神子塚研究室の技術官。
水越麻衣子
神子塚武寛の秘書。
椎名信昭
大学院生。博士課程3年。
柿崎福太郎
大学院生。博士課程2年。
一ノ瀬晃
大学院生。博士課程1年。
林谷佳織
大学院生。修士課程2年。
船橋恭彦
大学院生。修士課程2年。
弓野誠一
大学院生。修士課程1年。